# Baliza Punta Hewison
La Baliza Punta Hewison fue una baliza luminosa no habitada de la Armada Argentina ubicada en la punta homónima en el extremo este de la península Corbeta Uruguay de la isla Thule (o Morrell) del grupo Tule del Sur de las islas Sandwich del Sur. La baliza toma el nombre del cabo donde se encuentra.
La baliza fue instalada el 7 de noviembre de 1976, por el personal del rompehielos ARA General San Martín, al descargar material para construir la base Corbeta Uruguay, inaugurada cuatro meses después. Ese mismo día se construyó otra baliza en la punta Herd. En noviembre de 2004, un barco ruso en un viaje turístico visitó la isla, declarando que en el sitio solo estaban las instalaciones argentinas destruidas, incluyendo los restos de las balizas del área. La baliza de la Punta Hewsion estaba caída en el suelo.